# Asterope vadimonis
Asterope vadimonis är en fjärilsart som beskrevs av Druce 1878. Asterope vadimonis ingår i släktet Asterope och familjen praktfjärilar. Inga underarter finns listade i Catalogue of Life.